# Pakan Rabaa Timur
Pakan Rabaa Timur is een bestuurslaag in het regentschap Solok Selatan van de provincie West-Sumatra, Indonesië. Pakan Rabaa Timur telt 3168 inwoners (volkstelling 2010).